# Les Indégivrables
 (février 2020).
Les Indégivrables sont une série de dessins humoristiques mettant en scène des manchots, créée par Xavier Gorce. Les dessins traitent de l'actualité, la technologie, la vie de tous les jours et aussi de la vie en entreprise.
En 2006, le site internet du journal Le Monde a publié une planche par jour des Indégivrables.
Les livres des Indégivrables, compilant des dessins publiés précédemment, ont été édités par Inzemoon et réalisés par Xavier Gorce en 5 tomes.

## Liste des tomes
1. Les Indégivrables, vol. 1
2. Les Indégivrables, vol. 2
3. Un léger tassement conjoncturel
4. Parfums de suspicion
5. Les manchots ne prennent pas de gants, publié en avril 2014.

## Série animée
Les Indégivrables est aussi une série animée en 24 épisodes, réalisée en 2012 par Xavier Gorce et Julien Cayot avec les voix de Jonathan Lambert, en production avec La Station Animation et coproduit avec France Télévisions.
La série animée est diffusée depuis le 1er avril 2013 sur France 5, le samedi vers 20h35.

### Liste des épisodes

#### Saison 1
1. Je suis venu te dire que je m'en vais
2. On est bien peu de choses
3. Peinture
4. Satanés écrans
5. Les maux du poids
6. On s'emmerde
7. Du grand art
8. Le salarié Low Cost
9. Sale gosse
10. Blogue toujours, tu m'intéresses...
11. Livre sans livresse
12. Pauvre, comme job
13. Télésport
14. Dures luttes syndicales
15. En avoirs ... ou pas
16. Technoparade
17. Riches et pauvres
18. Vous les DJeunes
19. Aux 2 bouts de la vie
20. Le temps qui passe
21. Prédators
22. Tu nous couves quelque chose
23. Servir frappé
24. Foule qui roule
25. Méprises et mépris
26. Boulot de merde